# Mega Top 50

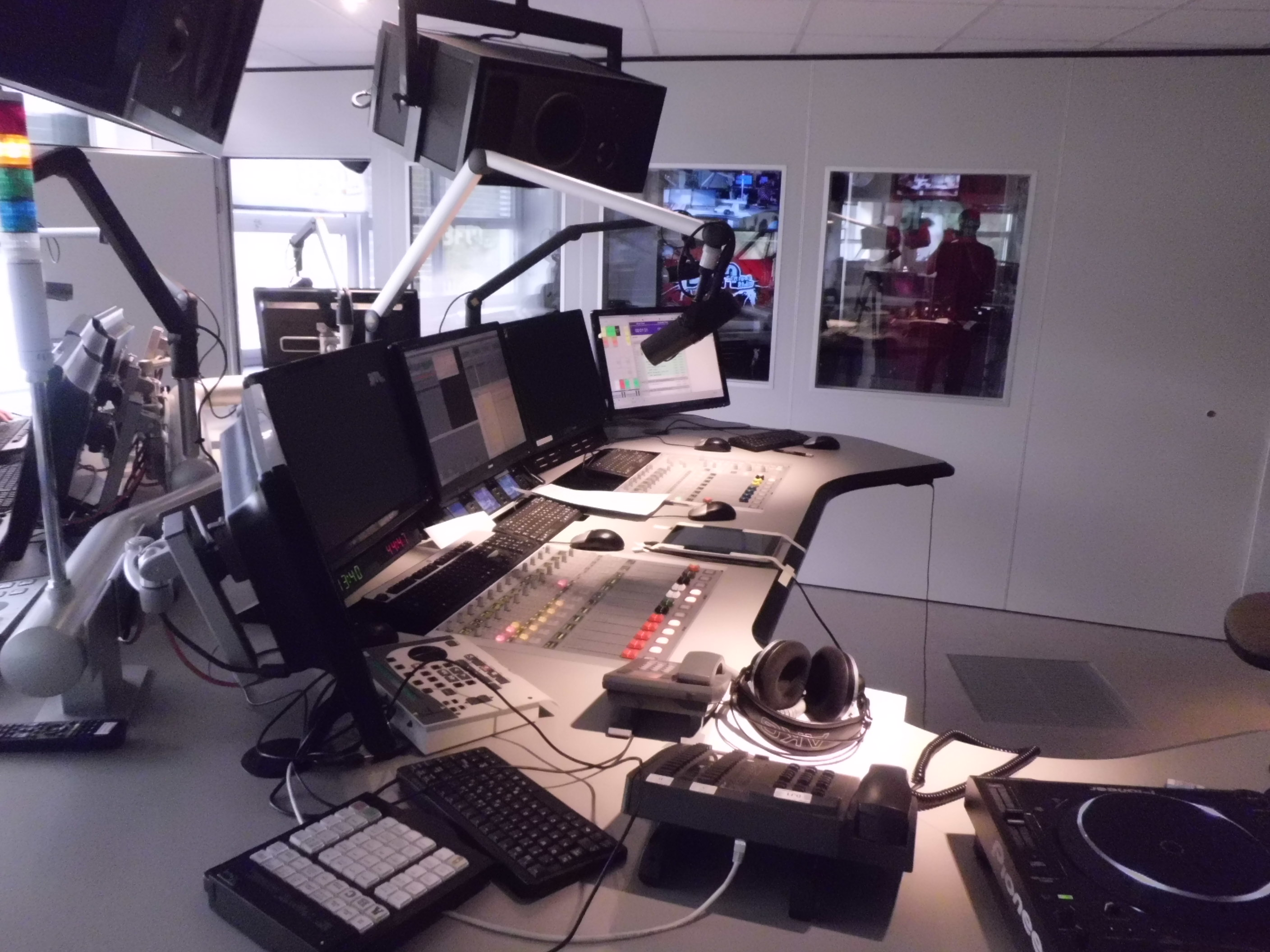
Estudio 3FM desde donde se emite el Mega Top 50

El Mega Top 50 es una lista semanal de canciones neerlandés y un programa que se emite en 3FM por la organización pública AVROTROS. El primer precursor de la lista se llamaba Hilversum 3 Top 30. A partir de mayo de 1969 Joost den Draayer presentaba el programa. Después de 2 años Felix Meurders, el nuevo presentador, cambió el nombre en Daverende Dertig. En junio de 1974 la Nationale Hitparade fu emitida en el canal Hilversum 3. La lista actual Mega Top 50 se initió en 1993. En la actualidad la composición de la lista se basa en ventas, airplay, streaming y investigación. El compilador es SoundAware. Desde agosto de 2018 Olivier Bakker presenta el programa.

## Libros
| Año  | Título                                     | Autor(es)                          | Descripción del contenido                                                         | ISBN               |
| ---- | ------------------------------------------ | ---------------------------------- | --------------------------------------------------------------------------------- | ------------------ |
| 2004 | Mega Charts Jubileumeditie                 | Ed Hoogeveen                       | Editión conmemorativa sobre los diez primeros años de Mega Charts (en neerlandés) | ISBN 9789021540207 |
| 2013 | Mega Top 50 presenteert: 50 Jaar Hitparade | Bart Arens, Edgar Kruize, Ed Adams | La historia completa de la lista pública de 1963 a 2014 (en neerlandés)           | ISBN 9789000331000 |

## CD-ROM
| Año  | Título                   | Editor                      | Descripción del contenido                                                        | ISBN               |
| ---- | ------------------------ | --------------------------- | -------------------------------------------------------------------------------- | ------------------ |
| 2006 | Mega Hitparade 1946-2006 | Softmachine Publishing Int. | Listas integrales de los éxitos en las listas neerlandéses de los años 1946-2006 | ISBN 90-76725-15-2 |

- Datos: Q2203994